# ألدو ريفا
ألدو ريفا (بالإيطالية: Aldo Riva)‏ (29 يونيو 1923 في إيطاليا - ) هو لاعب كرة قدم إيطالي في مركز الوسط. لعب مع نادي روما ونادي كريمونيسي وSSD Sanremese Calcio ‏ ونادي غروسيتو وMontevarchi Calcio Aquila 1902 ‏.

## وصلات خارجية
- ألدو ريفا على موقع عالم كرة القدم.نت (الإنجليزية)